# Kertész Attila (karnagy)
Kertész Attila (Gyula, 1942. április 3. –) magyar tanár - karnagy. Kertész Andor matematikus és Kertész Lajos zongoraművész öccse. A Magyar Kodály Társaság elnöke.

## Életútja
Gyulán, az Erkel Ferenc Gimnáziumban érettségizett 1960-ban. A kórusművészet és a pedagógus pálya felé kántor tanító - karnagy édesapja, zongoraművész bátyja és Bántainé Sipos Éva zongora - szolfézs tanárnő irányította. Debreceni konzervatóriumi tanulmányai után a Pécsi Tanárképző Főiskola történelem – ének-zene szakán szerzett diplomát 1969-ben. Történelem tanári egyetemi diplomáját 1973-ban az ELTE-n, pedagógia – nevelés szociológia  diplomáját 1989-ben a Janus Pannonius Tudományegyetemen kapta. Karvezetés tanárai voltak: Tillai Aurél, Maklári József, Párkai István.
Tanári, kórusvezetői pályáját 1968-ban a pécsi Széchenyi Gimnáziumban kezdte, majd 1973-ban a Janus Pannonius Gimnázium, 1975-től a Kodály Zoltán Gimnázium ének – zene tagozatos osztályait vezette negyven éven keresztül 2013-ig. Kórusaival, a Bartók Béla Leánykarral és a Kodály Zoltán Ifjúsági Vegyeskarral Európa majd minden országában fölléptek. Eredményeiket számtalan első díj, nagydíj, rádió- és lemezfelvétel tanúsítja. 1977-től (középiskolai tevékenységével egyidőben)  a Liszt Ferenc Zeneművészeti Főiskola Pécsi Tanárképző Tagozatán karvezetést, pedagógiát, nevelésszociológiát és etikát tanított, részt vett a zeneterápia szak akkreditációjának előkészítésében. 2010-től a Pécsi Tudományegyetem Művészeti Kar Zenei Intézetének címzetes egyetemi docense, óraadó tanára, részt vett az Intézet első online zenepedagógiai tankönyvének megírásában. 2018-tól a Magyar Kodály Társaság elnöke.
Felesége Kertészné Márky Gabriella szintén zenepedagógus.
Két gyermekük született, Bence és Réka.

## Szakmai, közéleti tevékenysége
- középiskolai ének-zene szaktanácsadó (1975-1992)
- ének-zenei országos szakértő (1995-)
- KÓTA, MKT elnökségi tagság (1999-)
- Pécs-Baranyai Kórus és Zenekari Szövetség alelnöke (1999-)
- Magyar Kodály Társaság elnöke (2018-)

## Művészeti tevékenysége
- Bartók Béla Leánykar (1973-2012) (2018-2021)
- Kodály Zoltán Gimnázium Vegyeskara (1980-2008)
- Dombóvári Kapos Kórus (1987-1994)
- Mecsek Kórus, Mecsek Nőikar (2001- 2015)

## Díjai, elismerései
- 1985 - Baranya Megye Közművelődési Díja
- 1990 - Kiváló Pedagógus
- 1999 - Pécs Város Közművelődési Díja
- 2005 - Liszt Ferenc-díj
- 2006 - Magyar Művészetért Bartók-díj
- 2007 - KÓTA-díj
- 2008 - Artisjus-díj
- 2009 - Kodály Zoltán Közművelődési-díj
- 2012 - Pro Meritis Emlékérem; Szeged
- 2022 - Fábry Zoltán-díj

- 2023: Tüke-díj

## Családja
Felesége (1973-): Márky Gabriella történelem - ének-zene - könyvtár szakos tanár
Gyermekei:
- Bence (1976-) építészmérnök
- Réka (1979-) közgazdász